# Maximum Violence
Albums de Six Feet Under
Warpath
(1997) Graveyard Classics
(2000)
Maximum Violence est le 3e album studio de Six Feet Under. C'est le premier avec le nouveau guitariste de SFU à l'époque : Steve Swanson.
Cet album a fait 100 000 ventes soit la plus grosse vente pour un album de Death metal à la fin des années 1990. La chanson "Torture Killer" a inspiré le groupe Torture Killer et la pochette de l'album est illustrée par l'artiste de tatouage Paul Booth.

## Liste des titres
1. Feasting on the Blood of the Insane - 04:33
2. Bonesaw - 03:07
3. Victim of the Paranoid - 03:06
4. Short Cut to Hell - 03:13
5. No Warning Shot - 03:06
6. War Machine - 04:28
7. Mass Murder Rampage - 03:11
8. Brainwashed - 02:44
9. Torture Killer - 02:44
10. This Graveyard Earth - 03:30
11. Hacked to Pieces - 3:38

## Composition du groupe
- chant : Chris Barnes
- guitariste : Steve Swanson
- batterie : Greg Gall
- basse : Terry Butler